# El Canyadell
La cala o platja del Canyadell, o platja dels Capellans i Canyadell, es troba entre els municipis de Torredembarra i Altafulla, a la comarca del Tarragonès. Orientada al sud-oest, es tracta d'una platja de sorra fina de 60 metres de llargària i una amplada mitjana de 35 metres que està envoltada de penya-segats. Malgrat això, s'hi pot accedir fàcilment des del passeig del Roquer de Torredembarra, des del passeig del Fortí d'Altafulla i des de la pròxima urbanització dels Munts de Torredembarra. La platja disposa d'una rampa d'accés fins a peu de sorra per a persones amb mobilitat reduïda i de servei de salvament.
L'Agència Catalana de l'Aigua efectua un control quinzenal de la qualitat de l'aigua, durant la temporada de bany, amb el resultat d'excel·lent.
Als voltants de la cala hi ha diversos punts d'interès. En direcció Torredembarra, s'hi pot trobar el far d'aquesta localitat, conegut per ser l'últim construït a tot l'Estat espanyol i el més alt de Catalunya. En direcció Altafulla, a poc més de 500 metres de cala, s'hi troben les restes de la vil·la romana dels Munts, que daten del segle I dC i estan declarades Patrimoni de la Humanitat per la UNESCO com a part del conjunt arqueològic de la Tarraco romana.